# Goncharov (meme)

Esempio di locandina del film successiva alla prima versione del novembre 2022.

Goncharov è un film, mai esistito, presentato da Martin Scorsese. Descritto come un film del 1973 sulla mafia russa ambientato a Napoli con attori come Robert De Niro, Al Pacino, John Cazale, Gene Hackman, Cybill Shepherd e Harvey Keitel.

## Storia
Il tutto ha avuto origine nel 2020 quando un utente di Tumblr,  @trufflesmushroom, pubblicò in un post una foto di un paio di stivali contraffatti con un'etichetta che riportava la dicitura "Il più grande film sulla mafia mai realizzato. Martin Scorsese presenta Goncharov"; questo post venne condiviso nell'agosto 2020 da un altro utente con un'allusione scherzosa al fatto che fosse un film reale per poi divenire virale nel novembre 2022 dopo che anche una locandina del film, completa di un cast, iniziò a essere condivisa online; ciò generò tutta una serie di contributi di altri utenti che elaborarono la trama e fornirono particolari sulla produzione del film, trattandolo quindi come se fosse reale. Da questo nacque anche un fandom online del quale si occuparono anche i media tanto che alla fine lo stesso Scorsese arrivò ad avvalorare la tesi della reale esistenza del film.